# Campiglossa shiraensis
Campiglossa shiraensis este o specie de muște din genul Campiglossa, familia Tephritidae. A fost descrisă pentru prima dată de Munro în anul 1951.
Este endemică în Tanzania. Conform Catalogue of Life specia Campiglossa shiraensis nu are subspecii cunoscute.